# Roger Rocher
Pour les articles homonymes, voir Rocher.
Roger Rocher, né le 6 février 1920 à Champlost (Yonne) et mort le 29 mars 1997 à Saint-Étienne (Loire), est un homme d'affaires et dirigeant de club sportif, principalement connu pour avoir été le président de l'AS Saint-Étienne de 1961 à 1982. Sous sa présidence, le club stéphanois acquiert l'un des plus beaux palmarès du football français, avec notamment neuf titres de champion de D1 remportés.

## Biographie
Né dans l'Yonne le 6 février 1920, Roger Rocher travaille de 1937 à 1947 comme mineur dans les mines de charbon de Saint-Étienne, dans la Loire. Grand amateur de sports et notamment de football, il fonde dès ses 25 ans, à la fin de la Seconde Guerre mondiale, l'Association Sportive des petites mines, club des employés des petites exploitations minières stéphanoises. Il devient ensuite patron de l'entreprise paternelle de travaux publics (Forézienne d'Entreprise), qui construit notamment le premier tronçon de l'autoroute entre Lyon et Saint-Étienne, l'autoroute de l'Estérel et le début de l'autoroute Sud de Paris.
En 1945, son entreprise aide financièrement le Football Club Franco-Espagnol de Saint-Étienne afin d'obtenir l'homologation de son terrain. En 1947, il en prendra la présidence en le renommant Olympique de Saint-Étienne. Le stade du club porte toujours le nom de Roger Rocher.
Il est élu, en 1957, « Patron le plus sportif de France » par le quotidien L'Équipe.
Pierre Guichard, alors président de l'AS Saint-Étienne, commence alors à courtiser ce dirigeant « qui monte » pour préparer sa succession. Il arrive à le convaincre d'intégrer l'équipe dirigeante dès 1957. Le 17 avril 1961, c'est chose faite : Roger Rocher est le nouveau président du club.
Sous sa férule, les Verts écrivent le chapitre le plus glorieux de leur histoire et quelques pages de légende du football français. L'ASSE remporte neuf de ses dix titres de champion, gagne six Coupes de France, et séduit la France entière lors de la formidable épopée européenne entre 1974 et 1976 qui culmine en une finale de Coupe des champions perdue de justesse (0-1) face au Bayern Munich le 12 mai 1976. Les clés du succès : une stabilité sans faille dans le domaine sportif (trois entraîneurs en vingt ans : Jean Snella, Albert Batteux, Robert Herbin, cooptés par leurs prédécesseurs et unis dans une même philosophie du jeu), une politique de formation des jeunes sans égale ou presque en Europe, et des méthodes de gestion « à l'ancienne » axées sur le long terme et la santé financière bien que fortement teintées d'autocratie et de paternalisme.
Quelques mois seulement après le dixième titre des Verts, en 1981, éclate l'affaire de la caisse noire : environ 20 millions de francs, retenus sur les recettes de la boutique et des matches de Coupe d'Europe, ont servi à verser des paiements illicites à certains joueurs. Un jeune avocat stéphanois, Maître André Buffard, s'érige en figure d'opposition dans une lutte de pouvoir qui met à mal l'unité du club et va jusqu'à perturber les résultats sportifs. Acculé par les révélations, Roger Rocher démissionne finalement le 17 mai 1982. Après l'instruction de son procès ainsi que ceux de dix joueurs et de l'entraîneur Robert Herbin, il est finalement condamné le 15 mai 1991 à 36 mois de prison dont 32 mois avec sursis et 800 000 francs d'amende. Il effectue quatre mois de prison, une expérience qui le laissera profondément meurtri, puis bénéficie en octobre 1991 d'une grâce présidentielle. À partir de ce moment-là, il s'éloigne de l'ASSE et de la médiatisation. Entretemps, les Verts ont disparu pour longtemps des places d'honneur, se voyant même relégués en Division 2 dès 1984.
Celui qui fut surnommé l'Homme à la pipe décède le 29 mars 1997 à Saint-Étienne.

## Palmarès à la tête de l'AS Saint-Étienne
- 9 titres de Champion de D1 : 1964, 1967, 1968, 1969, 1970, 1974, 1975, 1976, 1981 ;

- 6 Coupes de France : 1962, 1968, 1970, 1974, 1975, 1977 ;

- 1 titre de Champion de D2 : 1963 ;

- Coupe des clubs champions européens : finaliste en 1976, 1/2 finaliste en 1975, 1/4 finaliste en 1977 ;

- Coupe UEFA : 1/4 de finaliste en 1980 et 1981 ;

- 4 Trophée des champions : 1962, 1967, 1968, 1969 ;

## Anecdotes
Roger Rocher est connu pour ses phrases à l'emporte-pièce, devenues cultes chez les supporters stéphanois. Ainsi, par exemple :
- À ses joueurs le 1er octobre 1969, avant le premier tour retour de Coupe des clubs champions contre le Bayern Munich : « Si vous gagnez ce soir, vous serez les dieux du stade ! » (Saint-Étienne, battu 0-2 à l'aller, gagne 3-0 et réalise son premier grand exploit européen) ;
- À propos de l'Olympique lyonnais et de la rivalité entre les deux clubs, à l'époque où les performances sportives lyonnaises étaient bien inférieures à celles des Stéphanois : « En football, Saint-Étienne sera toujours la capitale et Lyon sa banlieue », ou encore : « Saint-Etienne, c'est la locomotive, Lyon, c'est les wagons » ;
- Au président de l'Olympique de Marseille Marcel Leclerc, en 1969, alors que naissait la rivalité entre deux clubs au sommet de la Division 1 : « Cela fait trois ans que vous me donnez rendez-vous, et chaque fois je vous vois dans mon rétroviseur » ;
- Dans le vestiaire après la victoire des Verts à Marseille le 24 octobre 1971 sur un but de Jean-Michel Larqué à la dernière minute : « Les gars, je triple la prime, ça en vaut la peine ! ».

## Décoration
- Chevalier de l'ordre du Mérite sportif‎ (1958)[3]

## Sources
- Article de l'Humanité, 31 mars 1997